# Grandeho hudební škola
Grandeho hudební škola je bývalá umělecká škola v Opavě, stojící v Lidické ulici čp. 7 na Předměstí. Od 3. května 1958 do 31. prosince 1987 byla budova bývalé školy památkově chráněna.

## Historie a popis
Ludwig Grande, zakladatel a dirigent opavského městské symfonického orchestru, provozoval v Opavě svou hudební školu již od roku 1890. Jeho škola měla další pobočky v Krnově, Frýdku a Frývaldově. V roce 1892 si pro ni nechal vystavět samostatnou budovu v Lidické ulici, již v novobarokním slohu navrhl architekt Josef Hruschka. Grande udržoval přátelské vztahy např. s opavským malířem Adolfem Zdrazilou, který vlastil svůj dům opodál na Olomoucké ulici. Do roku 1950 se v budově držela tradice hudebního vyučování a fungovala v ní Základní umělecká škola v Opavě, která však později přesídlila do nové budovy v Nádražní ulici. Budova v Lidické ulici byla Okresním podnikem bytového hospodářství Opava adaptována na bytové jednotky.
Budova s mělkým středovým rizalitem dosahuje třech podlaží a je kryta mansardovou střechou. V úrovni prvního patra je situována středová nika s alegorií hudby. Okna po stranách niky i nika samotná jsou rámovány polosloupky, nesoucími štuková vyobrazení hudebních atributů. Nad korunní římsou se nachází konkávně a konvexně zvlněný domovní štít, v jehož prostředku je situováno oválné okno. Nice nad hlavním vchodem dominuje busta Ludwiga van Beethovena.